# Lucius Tillius Cimber

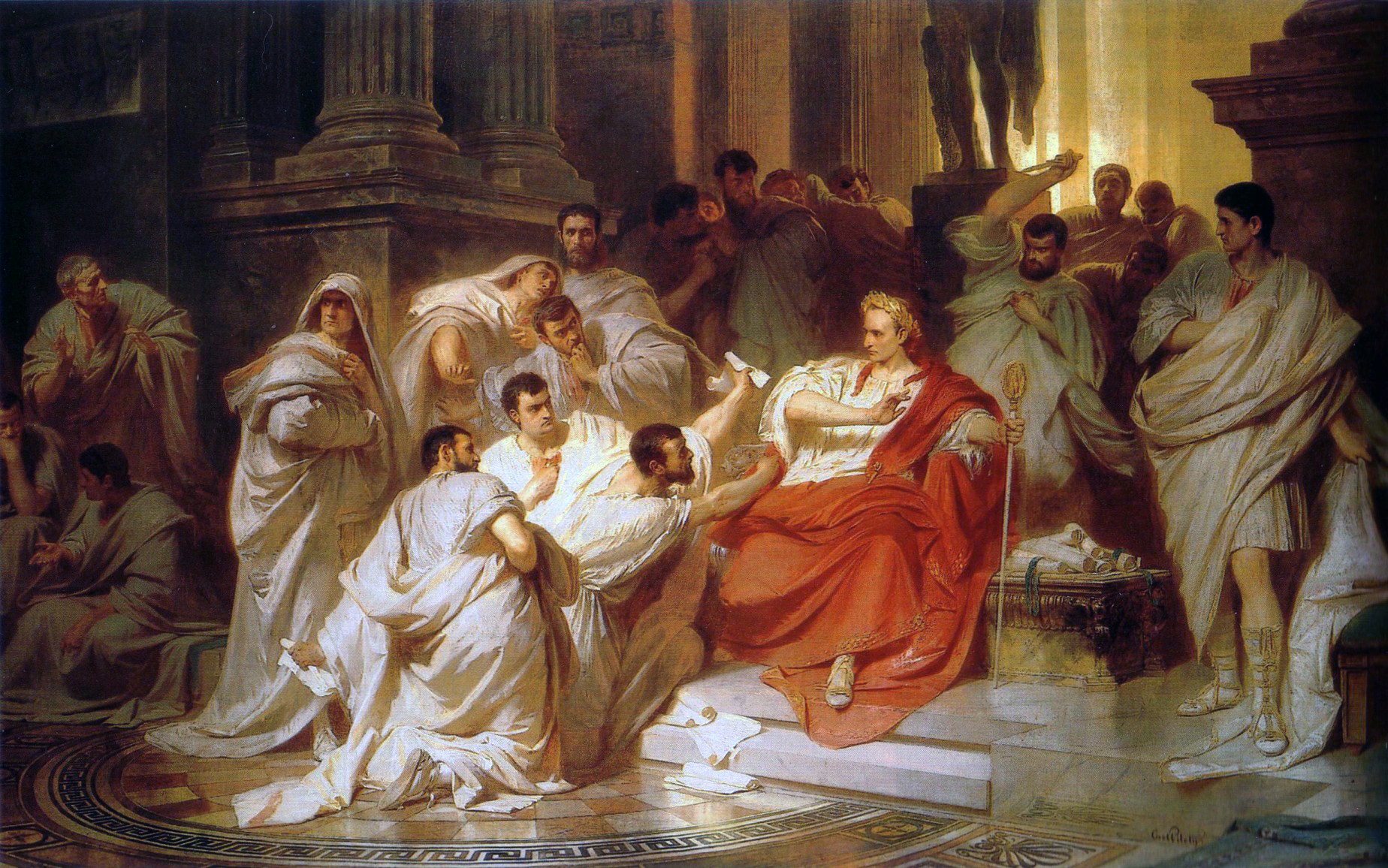
Mordet på Caesar. Cimber (i mitten) håller i petitionen och drar i Caesars toga. Målning av Karl von Piloty.

Lucius Tillius Cimber, död troligen 42 f.Kr., var en romersk militär.
Tillius Cimber var först anhängare till Julius Caesar, men blev sedan hans bittraste fiende. Den 15 mars 44 f.Kr. gav han de sammansvurna signalen att mörda diktatorn, som vägrat att benåda Cimbers bror, genom att rycka togan från hans skuldra. Därefter begav han sig till Bithynien, förde befälet över flottan och föll antagligen i slaget vid Filippi.